# Bartholomäus Rosinus
Bartholomäus Rosinus, auch Rosinius oder Rosfeld (* um 1520 in Pößneck; † 17. Dezember 1586 in Regensburg) war ein lutherischer Theologe.

## Leben
Sein Vater Peter Rosfeld kam aus der Nähe von Coburg und ließ sich in Pößneck nieder. Der Bruder Theodor Rosinus wurde ebenfalls Prediger. Dort besuchte Rosinus die Lateinschule und studierte von 1536 an bis zum Magisterexamen in Wittenberg. Philipp Melanchthon empfahl ihn als Schulmeister nach Eisenach, danach war er dort vom Herbst 1551 bis zum Sommer 1559 Diaconus. Rosinus fühlte sich so sehr als Schüler Martin Luthers, dass er sich den Gnesiolutheranern anschloss. 1559 wurde er als Superintendent nach Weimar berufen.
Als der Herzog Johann Friedrich der Mittlere sich nicht ohne Zutun seines Kanzlers Christian Brück den Gnesiolutheranern entfremdete, ließ er durch den Jenaer Professor Victorin Strigel die Declaratio Victorini aufsetzen, die alle Pfarrer unterschreiben sollten. Rosinus verweigerte die Unterschrift und blieb fest, auch als der Herzog selbst ihn umzustimmen suchte.
Rosinus verließ 1562 Weimar und wurde Superintendent in Waldenburg (Sachsen). Nach fünf Jahren berief ihn der neue Herzog Johann Wilhelm zurück. Als er aber 1573 starb und Kurfürst August die Regentschaft übernahm, musste er wieder weichen. Niemand wagte, den vertriebenen Lutheraner aufzunehmen, bis er endlich eine Berufung als Superintendent nach Regensburg erhielt.
Dort hat er noch 12 Jahre wirken können. Dabei entfaltete er ein großes diplomatisches Geschick. In den theologischen und politischen Auseinandersetzungen bewährte er sich als standhafter Charakter und überzeugungstreuer Theologe. Mit Simon Musaeus arbeitete er an der schönburgischen Konferenz; drei Lutherpredigten aus Georg Rörers Nachlass gab er heraus, vor allem aber die „Fragstücke“ zu Luthers Kleinem Katechismus, die noch bis ins 19. Jahrhundert Verwendung fanden. Die Zeitgenossen priesen ihn als vorzüglichen Prediger und begabten Organisator.
Sein Sohn Johannes Rosinus war Lehrer, Theologe und ein bedeutender Antiquar, der Sohn Bartholomäus ebenfalls Lehrer und Prediger, der Sohn Abraham war Arzt.